# Vieja Cepa
Vieja Cepa es una banda de rock originaria de la provincia argentina de Mendoza, formada en 1994 en el departamento de General Alvear (al sur de la provincia) bajo el nombre original de Resistencia.

## Historia
Los primeros materiales discográficos de la banda aparecen en enero de 2002, cuando graba su primer demo profesional con once canciones, realizado en un estudio de la ciudad de Mendoza.
Su primer trabajo discográfico oficial se tituló Que no te gane el olvido y fue registrado en febrero de 2003. De ese disco lanzaron el sencillo Veo veo como corte de difusión, con un videoclip rodado en distintos paisajes naturales de la ciudad de Malargüe.
Luego de cruzar a Chile para realizar shows en Valparaíso y en Santiago, a comienzos del año 2005 la banda se instaló en Buenos Aires, radicándose en el barrio de Flores. En ese mismo año editaron Todos van.
En el año 2008 la agrupación edita su tercer material discográfico, titulado Aventureros del cemento, que contaría con la participación de Ricardo Mollo, Peteco Carabajal, Pablo Pino (de Cielo Razzo) y Gustavo Kupinski.
En junio de 2014, después de seis años de grabar y mezclar nuevo material, la banda edita C.E.P.A., un disco que contiene un total de trece canciones y que fue producido y editado por la propia banda.

## Discografía
- De eso se trata (demo) (2002)
- Que no te gane el olvido (2003)
- Todos van (2005)
- Aventureros del cemento (2008)
- C.E.P.A. (2014)
- Cielos azules rojos también(2018)